# Taťána Kocembová
Taťána Kocembová (ur. 2 maja 1962) – czechosłowacka lekkoatletka, sprinterka.
Po zakończeniu kariery związała się ze swoim ówczesnym trenerem, z którym ma dwie córki (Lucie i Janę), także lekkoatletki. Jej obecnym mężem jest Jaroslav Netolička, były czechosłowacki piłkarz.

## Osiągnięcia
- 2 medale Mistrzostw Europy w Lekkoatletyce (Ateny 1982, srebro – sztafeta 4 x 400 m & brąz bieg na 400 m)
- 2 srebrne medale Mistrzostw Świata (Helsinki 1983 – sztafeta 4 x 400 m & bieg na 400 m)
- złoty medal podczas Halowych Mistrzostw Europy Göteborg 1984)

## Rekordy życiowe
- Bieg na 100 metrów – 11,31 (1983)
- Bieg na 200 metrów – 22,47 (1984)
- Bieg na 200 metrów (hala) – 22,96 (1984)
- Bieg na 400 metrów – 48,59 (1983) 8. wynik w historii światowej lekkoatletyki
- Bieg na 400 metrów (hala) – 49,76 (1984) 6. wynik w historii światowej lekkoatletyki